# 西西里的艾蕾諾拉
西西里的艾蕾諾拉（義大利語：Eleonora di Sicilia，1325年—1375年4月20日），亞拉岡王后，1349年至1375年在位。

## 家庭
1349年，艾蕾諾拉與亞拉岡國王佩德羅四世結婚，兩人共有2子1女：
1. 胡安一世（1350年—1396年），亞拉岡國王
2. 馬丁一世（1356年—1410年），亞拉岡國王
3. 萊昂諾爾（1358年—1382年），卡斯提爾王后